# Сентябрський
Сентя́брський (рос. Сентябрьский) — селище у складі Нефтеюганського району Ханти-Мансійського автономного округу Тюменської області, Росія. Адміністративний центр та єдиний населений пункт Сентябрського сільського поселення.
Населення — 1573 особи (2017, 1505 у 2010, 3012 у 2002).
Національний склад станом на 2002 рік: росіяни — 75 %.